# Viscount Sidmouth

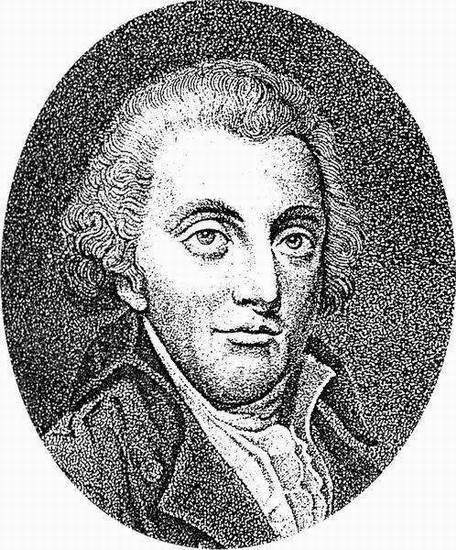
Henry Addington, 1. Viscount Sidmouth

Wappen der Viscounts Addington

Viscount Sidmouth, of Sidmouth in the County of Devon, ist ein erblicher britischer Adelstitel in der Peerage of the United Kingdom.
Familiensitz der Viscounts war Upottery Manor in Devon, das 1953 verkauft wurde.

## Verleihung
Der Titel wurde am 12. Januar 1805 dem früheren britischen Premierminister Henry Addington verliehen. 
Dieser sollte eigentlich nach dem Ende seiner Amtszeit im Jahre 1804, wie damals üblich, eine Earlswürde nebst nachgeordneten Titeln, nämlich diejenige eines Earl of Banbury, erhalten. Addington lehnte jedoch ab, da er seinen Sitz im House of Commons behalten wollte. Im folgenden Jahr übernahm er dann allerdings das Amt des Lord President of the Council im Kabinett Pitt, wozu ihm dann der Titel eines Viscount Sidmouth verliehen wurde. 

## Liste der Viscounts Sidmouth (1805)
- Henry Addington, 1. Viscount Sidmouth (1757–1844)
- William Leonard Addington, 2. Viscount Sidmouth (1794–1864)
- William Wells Addington, 3. Viscount Sidmouth (1824–1913)
- Gerald Anthony Pellew Bagnall Addington, 4. Viscount Sidmouth (1854–1915)
- Gerald William Addington, 5. Viscount Sidmouth (1882–1953)
- Raymond Anthony Addington, 6. Viscount Sidmouth (1887–1976)
- John Tonge Anthony Pellew Addington, 7. Viscount Sidmouth (1914–2005)
- Jeremy Francis Addington, 8. Viscount Sidmouth (* 1947)

Titelerbe (Heir apparent) ist der Sohn des aktuellen Titelinhabers Hon. John Addington (* 1990).